# Emus hirtus
Espèce
Le Staphylin bourdon (Emus hirtus) est une espèce d'insectes coléoptères prédateurs de la famille des Staphylinidae.

## Description
Corps très velu, long de 18 à 28 mm.

## Biologie
Capable de voler rapidement, l'adulte visible en France d'avril à août, se nourrit d'autres insectes sur des excréments (crottins, bouses...) sous lesquels il peut se dissimuler. Comme le Staphylin odorant (Ocypus olens), quand il se sent inquiété, il peut recourber son abdomen et émettre une odeur désagréable par deux glandes abdominales terminales mais ici de couleur orangée.